# Відлуння в пущі
«Відлуння в пущі» — радянський двосерійний телефільм 1977 року, знятий режисером Діамарою Нижниковською на Білоруському телебаченні.

## Сюжет
Фільм ґрунтується на реальних фактах. Історичні персонажі — Фелікс Дзержинський, Борис Савінков, Йосип Опанський беруть участь саме у тих подіях, які мали місце на кордоні Білорусії з Польщею у 1924 році.

## У ролях
- Борис Борисов — Андрій Прокопеня
- Петро Глєбов — головна роль
- Наталія Дмитриєва — Волька
- Альгімантас Масюліс — роль другого плану
- Бронюс Бабкаускас — роль другого плану
- Аурімас Бабкаускас — Серж
- Антанас Шурна — роль другого плану
- Сігітас Рамяліс — роль другого плану
- Павло Кормунін — роль другого плану
- Іван Сидоров — роль другого плану
- Анатолій Фалькович — роль другого плану
- Богдан Чуфус — Кудла, циган

## Знімальна група
- Режисер — Діамара Нижниковська
- Сценарист — Анатолій Велюгін